# 何吾騶
何吾騶（1581年—1651年），初字瑞虎，又字龍友，號象岡，晚號閒足道人。廣東香山小欖鎮（今中山市）人。明朝政治人物，進士出身。

## 生平
萬曆三十四年（1606年）中丙午科舉人，萬曆四十七年（1619年）登己未科進士，户部觀政，改翰林院庶吉士，天啓元年授编修，五年养病，七年補原职，升右中允，崇祯元年升右谕德，掌右春坊印，升左春坊左庶子，充经筵讲官，二年升少詹事兼侍读学士，三年加三品服俸，升正詹事。崇祯五年（1632年）擢礼部右侍郎。崇禎六年（1633年）升礼部尚书，进东阁大学士兼代理首辅。因與文震孟為给事中许誉卿辯護，為温体仁讦奏，罷歸。弘光元年（1645年）清軍陷南京，唐王朱聿键召任首辅，与郑芝龙不合，顺治三年（1646年）十一月，与大学士苏观生等在广州拥立绍武帝，有足疾，後紹武帝殉國，遂回廣東，是年十二月十五日，清軍攻入广州，吾驺投降。称疾还乡，卒于家。

## 家族
曾祖何純。祖父何世睿，廪生。父何述铉，庠生。其墓位于中山市板芙镇虎爪村鹿鸣岭，为广东省文物保护单位。

## 著作及書法
著有《元气堂诗文集》三十卷、《云芨轩稿》二卷、《经筵日讲拜稽集》四卷等。又工書法，以李邕为骨，以杨凝式为神，广东省博物馆藏其草书《风流弦管诗立轴》。